# Bolesław Lewicki
Bolesław Włodzimierz Lewicki (ur. 28 sierpnia 1908 we Lwowie, zm. 23 lipca 1981 w Łodzi) – polski teoretyk filmu, krytyk i pedagog, rektor Państwowej Wyższej Szkoły Filmowej w Łodzi w latach 1968–1971.

## Życiorys

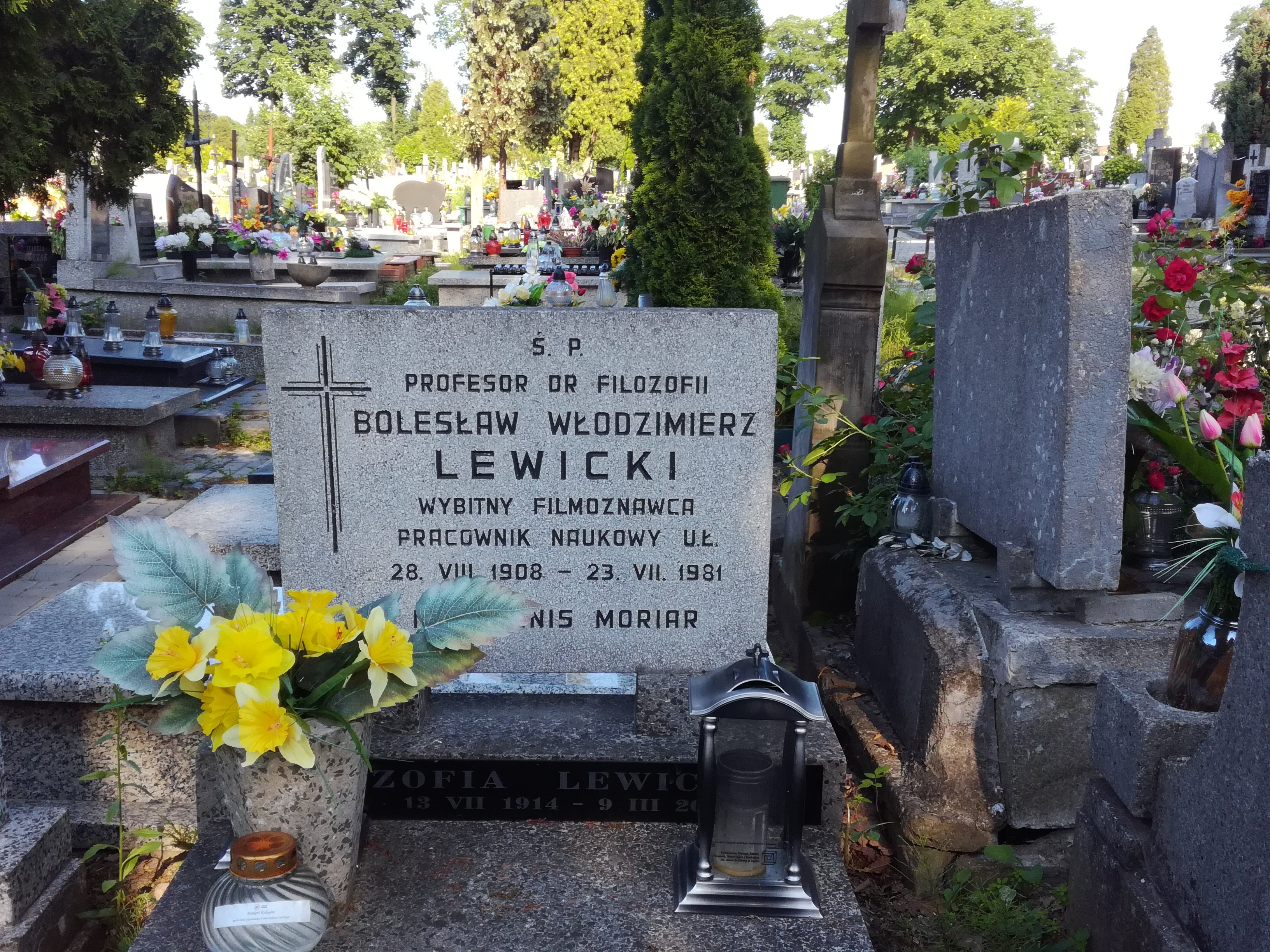
Grób profesora Bolesława Włodzimierza Lewickiego na cmentarzu Doły

Ukończył studia polonistyczne na Wydziale Humanistycznym Uniwersytetu Jana Kazimierza we Lwowie. W połowie 1938 uzyskał tytuł naukowy doktora filozofii na podstawie pracy pt. Poeta i Legiony, dotyczącej twórczości Józefa Mączki. Był współzałożycielem Lwowskiego Klubu Filmowego Awangarda (1932–1936), zrealizował dwa filmy etnograficzne. Był działaczem harcerskim.
Pisywał recenzje i uprawiał publicystykę filmową na łamach prasy lwowskiej („Słowo Polskie”, „Sygnały” i in.). Organizował pokazy filmowe, lektoraty dla nauczycieli, zabiegał o wprowadzenie wiedzy o filmie do szkół. W czasie okupacji był więźniem obozu koncentracyjnego w Oświęcimiu. Po wojnie kierował Studium Scenariuszowym dla Literatów (1948), którego uczestnikami byli m.in.: Tadeusz Borowski, Tadeusz Konwicki i Tadeusz Różewicz.
Od 1959 prowadził Zakład Wiedzy o Filmie powiązany z Katedrą Teorii Literatury na Uniwersytecie Łódzkim, a od 1970 był profesorem PWSF w Łodzi. Sprawował różnorakie funkcje (m.in. wiceprezes Stowarzyszenia Filmu Naukowego i przewodniczący Krajowej Rady Kin Studyjnych). W pracach naukowych interesował się głównie teorią filmu i psychologią odbioru, reprezentując ingardenowską orientację fenomenologiczną i traktując film w kategoriach dzieła przyliterackiego.
W 1988 roku Grzegorz Królikiewicz zrealizował film pełnometrażowy poświęcony Lewickiemu pod tytułem Wiesz, jak jest.
Pochowany na cmentarzu rzymskokatolickim św. Wincentego na Dołach w Łodzi.
19 października 2019 roku w łódzkiej Alei Gwiazd została pośmiertnie odsłonięta gwiazda Bolesława Lewickiego.

## Ważniejsze prace
- Budowa utworu filmowego (1935)
- Teoria badań humanistycznych Juliusza Kleinera (1957)
- Film naukowy jako przekaz informacyjny (1962)

## Wydawnictwa książkowe
- Wprowadzenie do wiedzy o filmie (1964)
- Scenariusz – literacki program struktury filmowej (1970)
- Wiesz, jak jest (1974, wspomnienia obozowe)